# Festival de Cannes 1983
Le Festival de Cannes 1983, 36e édition, a lieu du 7 au 19 mai 1983 et se déroule pour la première fois au Palais des festivals et des congrès de Cannes dont la construction à l'emplacement du Casino municipal de Cannes, détruit à cet effet, à l'entrée de la Croisette, vient de se terminer. Les éditions précédentes s'étaient déroulées jusque là au Palais des Festivals dit Palais Croisette, au 50 du boulevard, qui sera démoli en 1988, au grand dam des cinéphiles, pour être remplacé par le complexe hôtelier du Noga Hilton puis du palais Stéphanie puis du JW Marriott Cannes.

## Jurys

### Compétition
- Président du jury : William Styron, écrivain.
- Gilbert de Goldschmidt, producteur.
- Henri Alekan, directeur photo.
- Karel Reisz, réalisateur.
- Lia van Leer, représentant officiel de la Cinémathèque.
- Mariangela Melato, comédienne.
- Sergueï Bondartchouk, réalisateur.
- Souleymane Cissé, réalisateur.
- Youssef Chahine, réalisateur.
- Yvonne Baby, journaliste.

### Caméra d'or
- Adrienne Hancia, cinéphile.
- Alexis Grivas, journaliste.
- Bernard Jubard.
- Dan Fainaru, journaliste.
- Jean-Daniel Simon, réalisateur.
- Monique Gregoire, cinéphile.
- Philippe Carcassonne, producteur.

## Sélections

### Sélection officielle

#### Compétition
La sélection officielle en compétition se compose de 22 films :
- Carmen de Carlos Saura  Espagne
- Marjorie (Cross Creek) de Martin Ritt  États-Unis
- Le Sud de Víctor Erice  Espagne
- Eréndira de Ruy Guerra  Mexique
- Chaleur et Poussière (Heat and Dust) de James Ivory  Royaume-Uni
- Affaire classée (Kharij) de Mrinal Sen  Inde
- L'Argent de Robert Bresson  France
- L'Été meurtrier de Jean Becker  France
- L'Homme blessé de Patrice Chéreau  France
- La Lune dans le caniveau de Jean-Jacques Beineix  France
- La Mort de Mario Ricci de Claude Goretta  Suisse
- Le Mur (Duvar) de Yılmaz Güney  Turquie
- Furyo (Senjō no Merry Christmas) de Nagisa Ōshima  Japon
- Monty Python : Le Sens de la vie (Monty Python's The Meaning of Life) de Terry Jones  Royaume-Uni
- La Ballade de Narayama (Narayama bushikō) de Shōhei Imamura  Japon
- Nostalghia d'Andreï Tarkovski  Union soviétique
- L'Histoire de Piera (Storia di Piera) de Marco Ferreri  Italie
- Tendre Bonheur (Tender Mercies) de Bruce Beresford  États-Unis
- La Valse des pantins (The King of Comedy) de Martin Scorsese  États-Unis
- L'Année de tous les dangers (The Year of Living Dangerousely) de Peter Weir  Australie
- Une gare pour deux (Vokzal dlya dvoikh) d'Eldar Riazanov  Union soviétique
- Les Récidivistes (Visszaesők) de Zsolt Kézdi-Kovács  Hongrie

#### Un certain regard
La section Un certain regard comprend 16 films :
- Bella Donna de Peter Keglevic
- Le Cheval sauvage (Caballo salvaje) de Joaquín Cortés
- Caméra d'Afrique de Férid Boughedir
- Can She Bake a Cherry Pie? de Henry Jaglom
- Faits divers de Raymond Depardon
- Humanonon de Michel Franco (court métrage)
- Io, Chiara e lo Scuro de Maurizio Ponzi
- La Bête lumineuse de Pierre Perrault
- La Matiouette ou l'Arrière-pays d'André Téchiné
- Le Certificat d'indigence de Moussa Yoro Bathily (court-métrage)
- Le Gardien de chevaux (Mù Mǎ Rén) de Xie Jin et Huang Shuqin
- Les Années 80 de Chantal Akerman
- Mi-figue, mi-raisin (Nešto između) de Srđan Karanović
- La Coupe de cheveux (The Haircut) de Tamar Simon Hoffs (court-métrage)
- Ulysse d'Agnès Varda (court-métrage)
- Zappa de Bille August

#### Hors compétition
11 films sont présentés hors compétition :
- Angelo My Love de Robert Duvall
- La Rivière du retour (Modori-gawa) de Tatsumi Kumashiro
- Passeport pour l'enfer (Tóubèn nù hǎi) d'Ann Hui
- À la poursuite de l'étoile (Camminacammina) d'Ermanno Olmi
- Équateur de Serge Gainsbourg
- Le Point mort (Holtpont) de Ferenc Rofusz
- Streamers de Robert Altman
- Les Prédateurs (The Hunger) de Tony Scott
- La Dépravée (The Wicked Lady) de Michael Winner
- Utu de Geoff Murphy
- Wargames de John Badham

### Quinzaine des réalisateurs
Longs métrages
- Anguelos de Georges Katakouzinos
- Les Cœurs captifs de Michael Radford
- La Vengeance mexicaine de Fred Schepisi
- La Femme du chef de gare de Rainer Werner Fassbinder
- Dead End Street de Yaky Yosha
- Démons dans le jardin de Manuel Gutiérrez Aragón
- La Femme flambée de Robert van Ackeren
- Eisenhans de Tankred Dorst
- Grenzenlos de Josef Rödl
- La casa del tappeto giallo de Carlo Lizzani
- La Rosa De Los Vientos de Patricio Guzmán
- La rue étroite de Yang Yanjin
- Local Hero de Bill Forsyth
- Miss Lonelyhearts de Michael Dinner
- Rien qu’un jeu de Brigitte Sauriol
- Rupture de Mohamed Chouikh
- Sans l'ombre d'un péché de José Fonseca e Costa
- Szerencses Daniel de Pál Sándor
- Ultimos Dias De La Victima de Adolfo Aristarain

Courts métrages

### Perspectives du cinéma français
Longs métrages
- Autour du Mur de Patrick Blossier
- Caractères chinois de Antoine Fournier
- Carbone 14, le film de Jean-François Gallotte et Joëlle Malberg
- Des terroristes à la retraite de Mosco Boucault
- En haut des marches de Paul Vecchiali
- L'Amour fugitif de Pascal Ortega
- La Bête noire de Patrick Chaput
- La Palombière de Jean-Pierre Denis
- Les Trois Couronnes du matelot de Raoul Ruiz
- Ote-toi de mon soleil (Diogène) de Marc Jolivet
- Rebelote de Jacques Richard
- Si j'avais mille ans de Monique Enckell
- Un bruit qui court de Jean-Pierre Sentier et Daniel Laloux
- Un jeu brutal de Jean-Claude Brisseau
- L'Heure exquise de René Allio
- Le Grain de sable de Pomme Meffre
- Le Montreur d'ours (L'Orsalher) de Jean Fléchet
- Il n'y a aucune raison précise pour que je tremble ainsi... de Gisèle Cavali

Courts métrages

### Semaine de la critique
- Carnaval de nuit de Masashi Yamamoto (Japon)
- Le Destin de Juliette d’Aline Issermann (France)
- Faux-fuyants d'Alain Bergala et Jean-Pierre Limosin (France)
- Lianna de John Sayles (Etats-Unis)
- Menuet de Lili Rademakers (Belgique/Hollande)
- Princesse de Pal Erdöss (Hongrie)
- La Trahison de Vibeke Lokkeberg (Norvège)

## Palmarès
- Palme d'or : La Ballade de Narayama (Narayama bushikō) de Shōhei Imamura
- Grand prix spécial du jury : Monty Python : Le Sens de la vie (Monty Python's The Meaning of Life) de Terry Jones
- Grand prix du cinéma de création (à l'unanimité, ex æquo) : L'Argent de Robert Bresson et Nostalghia d'Andreï Tarkovski
- Prix d'interprétation masculine (à l'unanimité) : Gian Maria Volonté pour La Mort de Mario Ricci de Claude Goretta
- Prix d'interprétation féminine : Hanna Schygulla pour L'Histoire de Piera (Storia di Piera) de Marco Ferreri
- Prix du jury : Affaire classée (Kharij) de Mrinal Sen
- Prix de la contribution artistique : Carmen de Carlos Saura
- Grand prix de la commission supérieure technique : Carmen de Carlos Saura
- Prix FIPRESCI : Nostalghia d'Andreï Tarkovski
- Caméra d'or : La Princesse de Pal Erdoss
- Palme d'or du court-métrage : Je sais que j'ai tort mais demandez à mes copains ils disent la même chose de Pierre Levy